# Roberto Linares
Pour les articles homonymes, voir Linares et Balmaseda (homonymie).
Roberto Linares Balmaseda – surnommé El Toro – est un footballeur international cubain, né le 10 février 1986 à Zulueta (Villa Clara, Cuba). 
Il évoluait au poste d'avant-centre avec le FC Villa Clara et la sélection nationale cubaine.

## Biographie

### Club
Linares est élu meilleur joueur du championnat cubain de football en 2009. Trois ans plus tard, il y est sacré meilleur buteur (12 buts inscrits).
En 2015, il est recruté par le All Boys de Córdoba, club de 6e division argentine, en même temps que son compatriote José Dairo Macías Cárdenas.

### Sélection
Il débute en sélection nationale senior, le 24 février 2008, à l'occasion d'un match amical contre le Guyana (0-0). Auteur de 15 buts en 42 sélections, il marque 12 buts en 17 matchs lors de l'année civile 2008.

#### Buts en sélection
| Buts en sélection de Roberto Linares | Buts en sélection de Roberto Linares | Buts en sélection de Roberto Linares                         | Buts en sélection de Roberto Linares | Buts en sélection de Roberto Linares | Buts en sélection de Roberto Linares | Buts en sélection de Roberto Linares |
|                                      | Date                                 | Lieu                                                         | Adversaire                           | Score                                | Résultat                             | Compétition                          |
| ------------------------------------ | ------------------------------------ | ------------------------------------------------------------ | ------------------------------------ | ------------------------------------ | ------------------------------------ | ------------------------------------ |
| 1.                                   | 7 juin 2008                          | Estadio Pedro Marrero, La Havane (Cuba)                      | Saint-Vincent-et-les-Grenadines      | 1-0                                  | 1-0                                  | Amical                               |
| 2.                                   | 17 juin 2008                         | Sir Vivian Richards Stadium, St. John's (Antigua-et-Barbuda) | Antigua-et-Barbuda                   | 2-2                                  | 4-3                                  | QCM 2010                             |
| 3.                                   | 22 juin 2008                         | Estadio Pedro Marrero, La Havane (Cuba)                      | Antigua-et-Barbuda                   | 1-0                                  | 4-0                                  | QCM 2010                             |
| 4.                                   | 22 juin 2008                         | Estadio Pedro Marrero, La Havane (Cuba)                      | Antigua-et-Barbuda                   | 2-0                                  | 4-0                                  | QCM 2010                             |
| 5.                                   | 22 juin 2008                         | Estadio Pedro Marrero, La Havane (Cuba)                      | Antigua-et-Barbuda                   | 3-0                                  | 4-0                                  | QCM 2010                             |
| 6.                                   | 10 septembre 2008                    | Estadio Nacional Mateo Flores, Guatemala (Guatemala)         | Guatemala                            | 1-0                                  | 1-4                                  | QCM 2010                             |
| 7.                                   | 23 octobre 2008                      | Estadio Pedro Marrero, La Havane (Cuba)                      | Antilles néerlandaises               | 3-0                                  | 7-1                                  | CAR 2008                             |
| 8.                                   | 23 octobre 2008                      | Estadio Pedro Marrero, La Havane (Cuba)                      | Antilles néerlandaises               | 7-1                                  | 7-1                                  | CAR 2008                             |
| 9.                                   | 27 octobre 2008                      | Estadio Pedro Marrero, La Havane (Cuba)                      | Suriname                             | 4-0                                  | 6-0                                  | CAR 2008                             |
| 10.                                  | 4 décembre 2008                      | Jarrett Park, Montego Bay (Jamaïque)                         | Guadeloupe                           | 2-1                                  | 2-1                                  | CAR 2008                             |
| 11.                                  | 6 décembre 2008                      | Greenfield Stadium, Trelawny (Jamaïque)                      | Antigua-et-Barbuda                   | 2-0                                  | 3-0                                  | CAR 2008                             |
| 12.                                  | 11 décembre 2008                     | Independence Park, Kingston (Jamaïque)                       | Grenade                              | 2-1                                  | 2-2                                  | CAR 2008                             |
| 13.                                  | 26 novembre 2010                     | Stade Pierre-Aliker, Fort-de-France (Martinique)             | Trinité-et-Tobago                    | 2-0                                  | 2-0                                  | CAR 2010                             |
| 14.                                  | 5 décembre 2010                      | Stade Pierre-Aliker, Fort-de-France (Martinique)             | Grenade                              | 1-0                                  | 1-0                                  | CAR 2010                             |
| 15.                                  | 16 novembre 2012                     | Dwight York Stadium, Bacolet (Trinité-et-Tobago)             | Saint-Vincent-et-les-Grenadines      | 1-1                                  | 1-1                                  | CAR 2012                             |

NB : Les scores sont affichés sans tenir compte du sens conventionnel en cas de match à l'extérieur (Cuba-Adversaire)

## Palmarès

### En club
- FC Villa Clara
  - Champion de Cuba en 2010-11, 2012 et 2013.

### En équipe de Cuba
- Vainqueur de la Coupe caribéenne des nations en 2012.